# 에이브러햄 링컨
에이브러햄 링컨(영어: Abraham  Lincoln, 1809년 2월 12일 ~ 1865년 4월 15일)은 미국의 정치인이다. 미국 제16대 대통령이다. 그는 남북전쟁이라는 거대한 내부적 위기 시기에 나라를 이끌어 연방을 보존하였고 노예제를 폐지했다. 그는 당시 미 북서부 변방 개척지에 사는 가난한 가정 출신이었고, 학교에서 배우기 보다는 혼자서 스스로 공부하여서 독학으로 학업을 마쳤다. 이후 그는 역시 독학으로 변호사 시험을 통과해 변호사가 되었다. 일리노이주 의원이 되었고 하원의원을 한 번 했으나 상원의원 선거에서는 두 번 실패하였다고 한다.
링컨은 노예제도 확장<중요>에 공개적인 반대자였으며, 선거 기간 중 토론과 연설을 통해서 자신의 입장을 분명하게 드러냈다. 그 결과 그는 1860년 대통령 선거에서 공화당의 대통령 후보 지명을 확보하였다. 대통령이 된 후에 그는 임기 중 일어났던 남북 전쟁에서 북부주를 이끌며 연방에서 분리하려 노력했던 남부 연방에 승리를 거뒀다. 1863년에는 노예 해방 선언을 발표했고, 미국 헌법 수정 제13조의 통과를 주장하며 노예제의 폐지를 이끌었다. 대통령으로서 그는 군사적, 정치적 양면으로 내전 승리에 집중했으며, 미국 남부 11개의 주의 분리 독립 선언 이후, 그 주들과 통합할 방법을 계속 모색했다. 연방주의자였던 그는 전례 없는 군사 조치를 취했으며, 분리 독립주의자로 의심되는 사람은 재판 없이 수감하거나 구금 조치를 취했다. 링컨은 남북전쟁에서 율리시스 그랜트 장군과 같은 최고 지휘관의 선발에 깊이 관여하며 남북전쟁을 승리로 이끌었다. 역사가들은 그가 공화당 내 여러 분파의 지도자를 내각에 참여시켜서 당의 분파들이 협력하도록 조정했다고 평가한다. 링컨은 1861년 말 트랜트호 사건에서 영국과 전쟁 위기까지 몰렸던 위기를 해결했다. 링컨의 리더십 아래, 북군은 남북의 경계였던 주들을 점령했다. 또 링컨은 1864년의 대통령 선거에서도 다시 승리했다. 공화당의 중도파 수장으로서, 링컨은 모든 방향에서 비판을 받았다. 노예제도에 반대하던 공화당 급진파에서는 남부에 대해 더욱 강한 조치를 촉구했으며, 전쟁에 반대하던 민주당에서는 평화와 협상을 촉구했다. 분리독립주의자들은 링컨을 적으로 보았다. 링컨은 반대파에 지원책을 폄으로서 지지를 끌어내고자 했으며, 뛰어난 수사학 이용과 연설을 통해 대중의 의견을 이끌었다. 예를 들어 게티스버그 연설은 미국의 전통인 자유주의 곧 자유, 평등, 민주주의에 대한 상징이 되었다. 미국 역사를 통틀어 가장 많이 인용하는 연설로 손꼽힌다. 전쟁이 종료돼 가면서 링컨은 전후 재건에 대해 신중한 시각을 보이며 관대한 화해를 통해 국가를 통합하는 정책을 주장했다. 남부연합을 이끌던 로버트 리 장군이 크게 패배하고 엿새만에 링컨은 미국 역사상 처음으로 대통령 임기 중에 암살되었다. 링컨은 지속적으로 전문가들에게서 모든 미국 대통령 중 가장 위대한 대통령으로 꼽히고 있으며 영웅, 성자, 순교자가 된, 실제 키(193 cm)만큼 역사의 거인이라 할 수 있다. 그는 미국 대통령 중 최초로 성립 당시의 13주 이외의 지역에서 태어난 대통령이었다. 현재 통용되고 있는 미국의 5달러 지폐에는 그의 초상화가 그려져 있다.

## 어린 시절

### 출생과 가문
에이브러햄 링컨은 1809년 2월 12일에 토머스 링컨과 낸시 링컨의 두 번째 자녀로 태어났으며, 그의 생가는 통나무집이었다. 링컨의 조상에 대해서는 알려진 것이 많지 않다. 역사가들은 그의 조상을 추적하였고 새뮤얼 링컨을 발견했다. 새무얼은 1637년에 영국 노어포우크로부터 출발하여 미국 매사추세츠주 베이 컬러니에 도착한 수습 직조공 곧 섬유노동자였다. 그러나 링컨은 조상에 대해서 자신의 조부 에이브러햄을 알았을 뿐이었고, 손자와 이름이 같았던 조부는 지역 민병대장이었으며, 버지니아 로킹햄 지역의 81헥타르(200 acre) 정도의 땅을 상속 받은 건장한 지주였다. 나중에 조부는 가족을 이끌고 로킹햄에서 켄터키주의 독일 마을로 이주했다. 켄터키로 옮겨온 후 조부는 매복하던 미국 원주민에게 습격 받았고, 1786년에 자신의 아이들인 머디카이, 조시아, 토머스가 지켜보는 가운데 세상을 떠났다.

### 아버지 토머스
토머스 링컨은 시골 켄터키에서 높이 평가 받는 시민이 되었다. 그는 여러 농장들을 팔고 샀으며, 그 농장 중에는 "싱킹 스프링 팜"(Sinking Spring Farm)도 포함되어 있었다. 그의 가족은 분리 침례교회에 소속이었고, 그 종파는 높은 도덕적 기준들을 지향하여 술을 마시지 않고, 춤도 추지 않으며, 노예제도를 반대하였다. 토머스는 켄터키지역에서 부유하고 여유 있고 사람이었고, "상당히 즐길만한 위치"에 있었으며, 지역을 위하난 배심원 역할을 맡았고 토지 가격을 측정하고, 지역을 순찰하고 죄수들을 지켰다. 그의 아들, 에이브러햄이 태어났을 때, 토마스는 약 240 헥타르(600 acre)의 농장들과 여러 부동산과 가축들을 소유했었다. 토머스는 그 지역에서 가장 부유한 사람이었다. 하지만 1816년에 링컨 가족은 토지에 대한 권리 설정 등기로 인한 소유권 분쟁으로 그들의 땅을 잃었고, 샌프란시스코 페리에서 새롭게 시작해야 했다. 나중에 링컨은 이 이주를 두고 "부분적으로는 노예제도 때문"이었다고 기록했지만, 실제로 가장 주된 이유는 토지 등기의 어려움 탓이었다.

### 어머니의 죽음

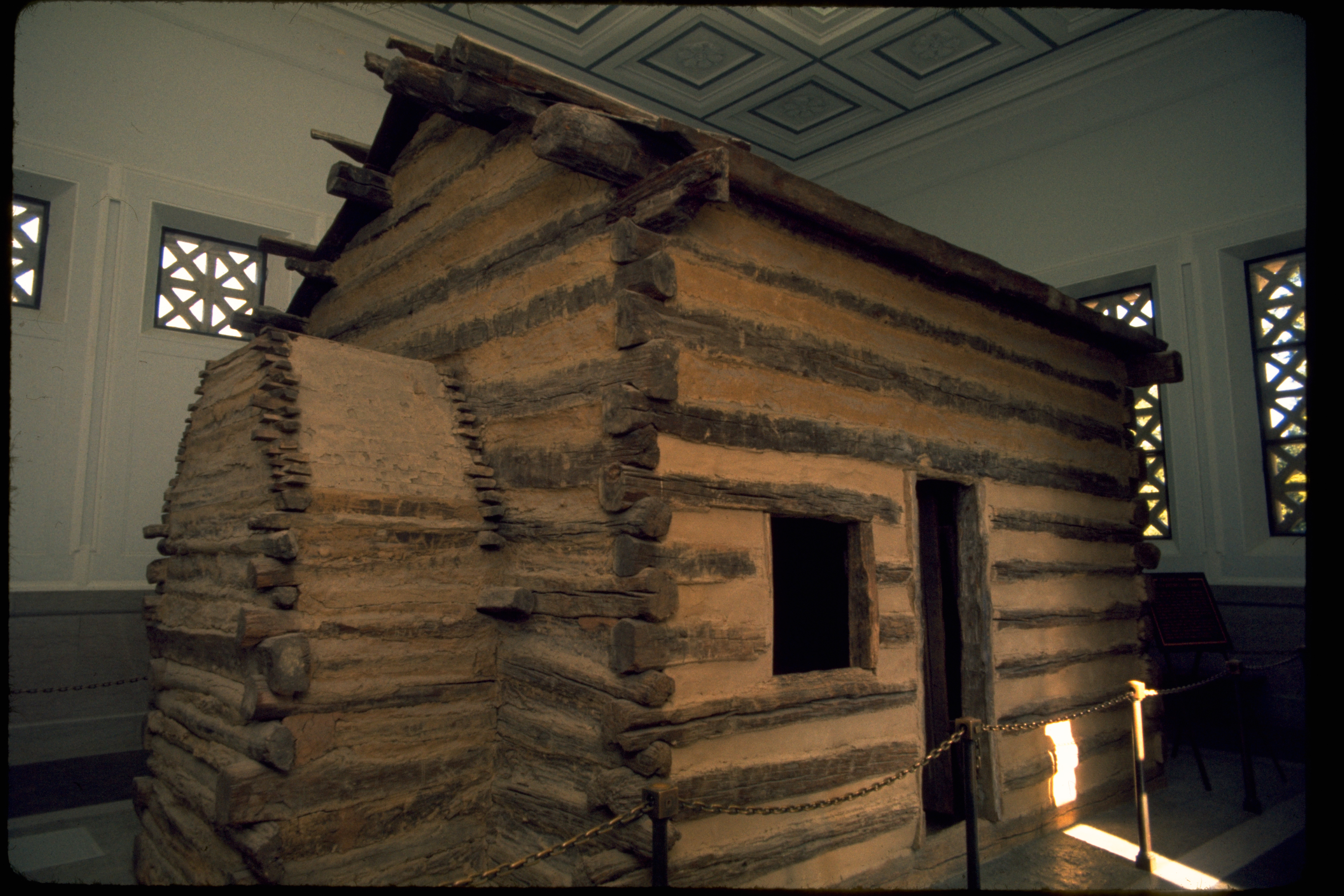
에이브러햄 링컨 출생지 국립 공원에 있는 상징적인 통나무 오두막집

1818년 10월 5일에 링컨의 어머니는 독초를 먹은 소에서 짠 독성 우유로 생기는 우유병 혹은 우유중독으로 34세로 삶을 마감했다. 아내의 죽음으로 집안을 돌볼 사람이 없자, 토머스는 어린 시절부터 친하게 지낸 사라 존스턴과 1819년 12월 2일에 재혼하였다. 사라는 집에 도착하자마자 물을 받아다가 씻길 만큼 아이들을 따뜻하게 돌보았고, 책을 좋아하는 링컨의 편을 들어준 덕분에 링컨은 마음껏 책을 읽고, 풍부한 학식을 얻었다. 그의 부친 토머스는 배움은 없었지만 재미있게 말하는 재주가 있는 훌륭한 이야기꾼이었다. 아버지가 들려주었던 이야기를 들으며 링컨은 연설을 배웠다. 그러나 그 후 링컨은 아버지와의 사이가 점점 멀어졌다. 링컨은 자신의 아버지가 배움이 없는 것이 유감스러웠고, 개척지에서 살면서 해야하는 힘든 노동을 좋아하지 않았다. 그럼에도 그는 스스로 집안에 있는 남성으로서 해야 하는 잡일들을 감당하였다. 그 결과 가로장 울타리를 짓는데 능숙한 나무꾼이 되었다. 또한 링컨은 21세까지 자신이 바깥에 나가 일해서 번 돈을 아버지에게 모두 드리는 당시의 풍습을 따랐다. 이후에 그는 돈이 필요하면 아버지에게서 돈을 빌렸다.

### 독립
1828년 1월 20일에 링컨의 누나인 사라가 아론 그릭스비와 결혼한지 17개월만에 아이를 낳다가 21세의 나이에 산욕으로 숨을 거두었다. 1830년에 공포스런 우유병이 확산되자 링컨 가족은 일리노이 주에 있는 메이콘의 국유지로 이주하였다. 1831년에 그의 아버지는 일리노이주 콜스로 이사를 했고, 당시 22세가 되었던 링컨은 자신의 길을 개척하여 카누를 타고 상가몬 강을 내려가 일리노이 주의 뉴 살렘 마을에 도달하였다. 1831년 봄에 링컨은 뉴 살렘의 사업가 덴톤 오푸트 밑에서 일을 시작했다. 친구들과 함께 링컨은 뉴살렘에서 상가몬 강과 미시시피 강을 따라 뉴올리언스까지 보트로 물건을 실어날랐다. 그를 목격했던 노예의 진술에 따르면, 뉴올리언스에 도착한 링컨은 걸어서 집으로 돌아갔다고 한다. 이처럼 청년 시기에 링컨은 우체국장, 변호사, 뱃사공, 가게점원, 토지측량 등 다양한 일에 종사하면서 온갖 고생을 하였다. 그래서 나중에 오하이오주 국회의원으로 링컨을 경멸했던 제임스 가필드는 링컨 대통령을 가리켜 “일리노이의 이류 변호사가 미래의 모든 세대가 기억할 만한 말을 하는 하나님의 도구로 쓰이다니, 이는 세계 역사상 가장 뜻밖의 사건이네.”라고 비아냥거렸다. 가필드의 비아냥거림처럼 링컨의 정식 교육은 약 18개월 동안 여러 명의 순회 교사가 진행한 수업을 들은 것이 전부였다. 그는 대부분 스스로 공부했으며, 열심히 책을 읽는 사람이었다. 그는 매우 치열한 레슬링 시합을 치르면서 팔 힘이 세고 대담한 사람으로 알려졌다. 다만 그의 가족과 이웃들은 늘 책을 읽는 그를 게으르다고 생각했다. 링컨은 동물을 죽이고 싶어하지 않아서 사냥이나 낚시를 하지 않았다.

## 결혼과 가족

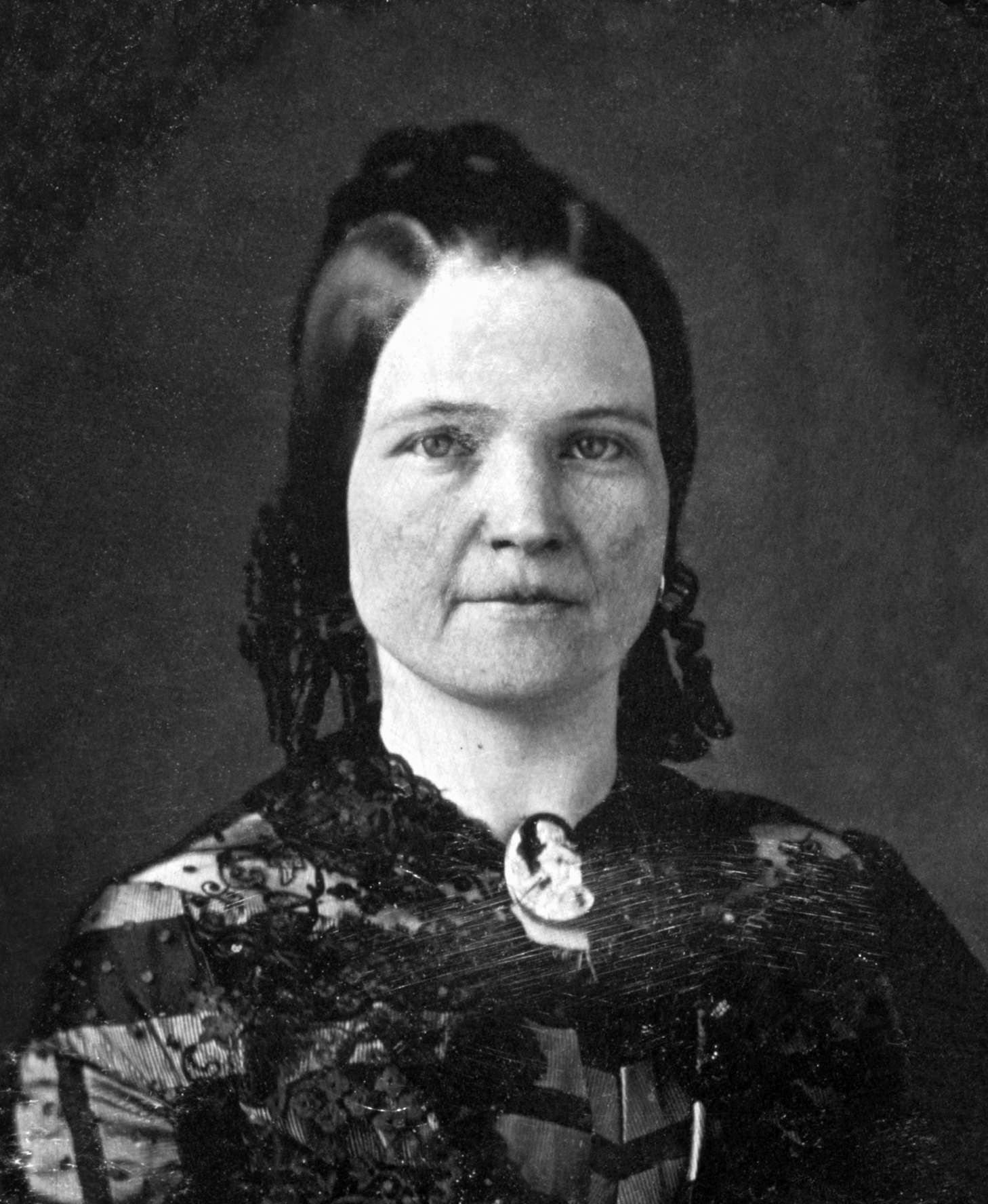
메리 토드 링컨, 에이브러햄 링컨의 아내, 28세 때 모습

링컨이 처음으로 관심을 보인 여성은 그가 1835년에 뉴 살렘에서 만난 앤 루트리지이었다. 두 사람은 사귀었으나 정식으로 약혼하지는 않았다. 앤은 L씨와의 결혼을 앞두고 이 사실을 링컨에게 알리고 싶어했지만, 8월 25일에 그녀는 장티푸스로 인해 사망하였다. 1830년대 초반에 그는 여자 형제를 만나기 위해서 켄터키로부터 온 메리 오웬스를 만났다. 1836년 하반기에 링컨은 만약에 메리가 뉴 살렘으로 돌아온다면 그녀와 사귀려고 했다. 메리는 1836년 11월에 살렘으로 돌아왔고, 링컨은 한 동안 그녀의 사랑을 얻으려고 애썼다. 그러나 두 사람 모두 그들의 관계에 대해서 다시 생각해 보게 되었고, 1837년 8월 16일에 링컨은 메리에게 보내는 편지에서 메리가 자신과의 관계를 끊는다고 하더라도 비난하지 않겠다고 썼다. 그녀는 답장을 보내지 않았고, 두 사람의 관계는 끝났다. 1840년에 링컨은 메리 토드와 약혼했는데, 그녀의 집안은 켄터키주 렉싱턴에서 노예를 소유한 부잣집이었다. 그들은 1839년 12월에 스프링필드에서 만났고, 12월 말 쯤에 약혼하였다. 1841년 1월 1일에 결혼하려 했지만 그 때 두 사람은 결혼을 취소하였다. 나중에 그들은 파티에서 만났고, 결국 두 사람은 1842년 11월 4일에 메리의 시집간 언니가 사는 스프링필드 저택에서 결혼하였다. 결혼을 준비하는 동안에도 링컨은 또다시 메리로부터 도망치려고 하였고, 그가 어디로 가려고 했었는지 물었을 때, "지옥이겠죠" 라고 대답하였다.

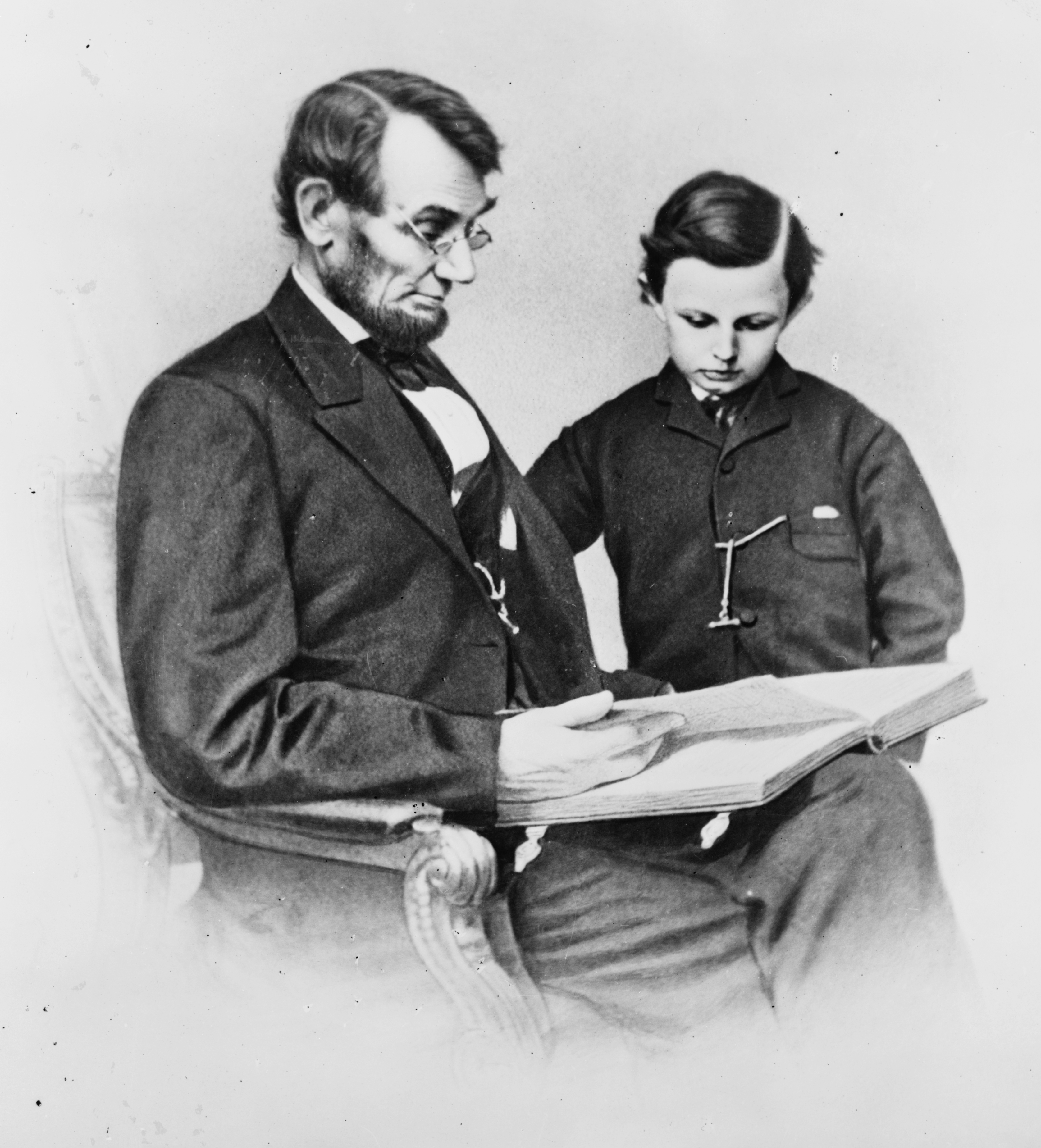
1864년 매튜 브레디의 사진, 링컨 대통령이 어린 아들인 테드에게 책을 읽어주고 있다.

1844년에 링컨 부부는 링컨의 변호사 사무실에서 가까운 스프링필드에 집을 한 채 샀다. 메리 토드 링컨은 집에서 부지런히 일했고, 남편이 변호사 일을 해서 벌어오는 한정된 돈을 효율적으로 사용했다. 어느 날 저녁에 메리가 불을 다시 지펴야 하느냐가 네 번이나 물어 보았음에도 링컨이 책읽기에 몰두하여 대답이 없자, 그녀는 장작 조각으로 링컨의 머리를 톡톡 두드렸다. 로버트 토드 링컨이 1843년에 태어났고 에드워드 베이커 링컨이 1846년에 태어나면서, 링컨은 점점 수가 늘어나는 가정을 꾸리게 되었다. 가정부에 따르면 링컨은 "특별하게 자녀들을 좋아했다고" 한다. 로버트는 링컨의 자녀 중 유일하게 18살을 넘겼고, 에드워드는 아마도 폐결핵이었을 병에 걸려 1850년 2월 1일에 스프링필드에서 세상을 떠났다. 자녀를 잃은 링컨의 슬픔은 윌리엄 월리스 링컨이 11개월 뒤인 이듬해 12월 21일에 태어나면서 그 정도가 완화되었지만, 윌리엄 역시 링컨이 첫 번째 대통령 임기를 수행하던 1862년 2월 20일에 11살의 나이로 워싱턴 D.C.에서 열병으로 사망했다. 링컨의 넷째 아들인 테드는 1853년 4월 4일에 태어났고, 대통령의 사후에도 살았지만 1871년 시카고에서 요절했다. 이러한 자녀의 죽음은 링컨 부부에게 지대한 영향을 끼쳤다. 말년에 메리는 남편과 아이들을 잃은 데서 오는 스트레스에 시달렸으며, 로버트 링컨은 그녀를 1875년에 정신병원으로 보냈다. 에이브러햄 링컨은 오늘날에는 임상 우울증이라고 불리는 우울한 상태로 인해 고통받았다.

## 정치 활동

### 정치 입문
1832년에 일리노이주 의회선거에 출마하였으나 낙선하며 첫 정치 경험을 하였다. 1833년에는 관심이 있던 법률을 혼자 공부하여 변호사 자격을 취득하였다. 1834년 일리노이주 주의원 당선을 시작으로 정치계에 입문, 1846년 연방의회 하원의원에 당선되었다. 1858년 연방 상원의원 선거에 출마하여 노련한 정치가 더글러스 현역 상원의원과 경쟁을 벌였다. 이때 이들의 논쟁 주제는 노예제도였는데, 당시 링컨은 분열된 집은 살아남을 수 없다는 연설로 노예 제도로 대립하던 미국인의 단결을 호소하였다. 링컨이 낙선하고 더글러스가 상원의원에 재선되었지만, 더글러스와의 논쟁 때 노예제도를 “악의 제도”라고 비판했기 때문에 사람들에게 노예제도 반대론자라는 인식을 심어주었다.

### 16대 대통령
1860년 5월 18일에 개최된 공화당 전당대회에서 윌리엄 H 슈어드 상원의원을 제치고 공화당의 대통령 후보로 지명되었다. 1860년 11월 6일, 16대 미국대선에서 대통령에 당선되었다. 그러자 남부에서는 ‘노예제 반대론자’가 대통령이 된 것에 대해 위기감을 공공연하게 드러냈다. 같은해 12월 20일, 사우스 캐롤라이나가 처음으로 연방탈퇴를 선언하였고 연이어 6개주가 다음해 1월과 2월에 연방에서 탈퇴하였다. 1861년 2월에 연방에서 탈퇴한 남부 7개주의 대표가 앨러배마주 몽고메리에 모여 남부연합을 결성하였다. 1862년 3월 4일에 대통령에 취임한 링컨은 지속적으로 남부와 협상을 벌였으나 진전이 없었다.

### 남북전쟁
1861년 4월 12일에 벌어진 섬터요새 전투를 기점으로 본격적으로 남북전쟁이 벌어졌다. 1862년 9월 19일 엔티텀 전투에서 북부군이 승리한 3일후, 링컨은 미국 노예해방 예비 선언을 발표하였다. 1863년 1월 1일에 노예해방 선언문을 공표하여 북부의 통제를 벗어난 남부지역에 대하여 전쟁중이던 1864년 선거에서 민주당 전쟁 지지세력과 힘을 모아 국민연합당을 창당하여 재선에 성공하였다. 부통령으로는 민주당 출신의 앤드루 존슨을 내세웠다. 4년간 이어진 전쟁은 1865년 4월에 남부의 수도 리치먼드가 함락되면서 사실상 종전되었다.

## 암살

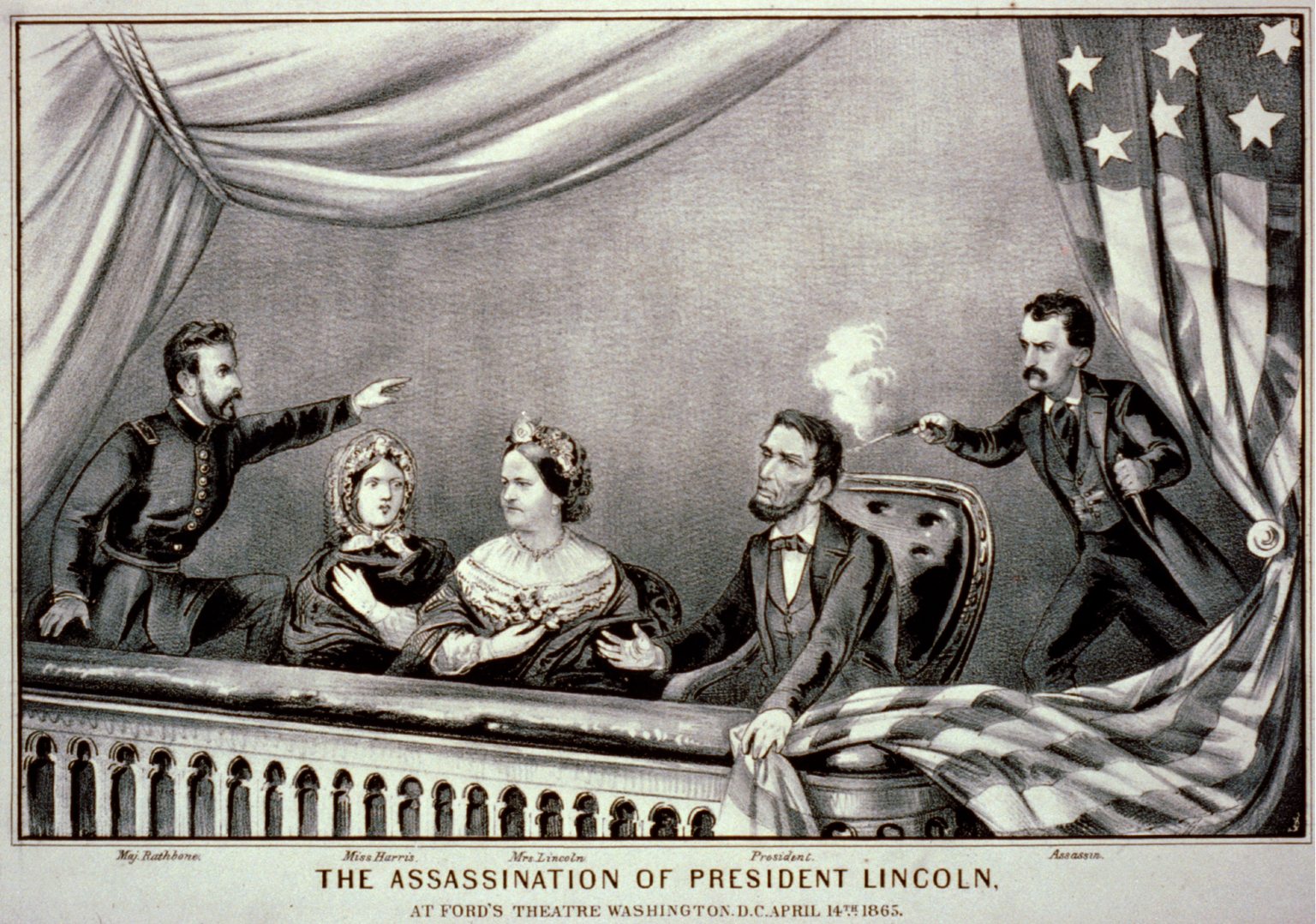
에이브러햄 링컨의 암살 장면
왼쪽에서부터: 헨리 래스본, 클라라 해리스, 메리 토드 링컨, 에이브러햄 링컨, 그리고 존 윌크스 부스

1864년 유명 배우이자 남부 지지자였던 존 윌크스 부스는 링컨을 인질로 잡아 남부 포로를 석방하기 위한 계획을 짰다. 그러나 4월 11일 링컨의 흑인 투표권을 위한 연설을 듣고서 몹시 화난 부스는 링컨을 암살하기로 계획을 수정한다. 대통령 부부가 포드 극장에 간다는 사실을 안 부스는 공범자들과 함께 부통령 앤드루 존슨과 서기 윌리엄 H. 세이워드를 암살하기로 한다. 링컨은 경호원 워드 힐 라몬(Ward Hill Lamon) 없이 연극 《우리 미국인 사촌》(Our American Cousin)을 1865년 4월 14일 관람한다.

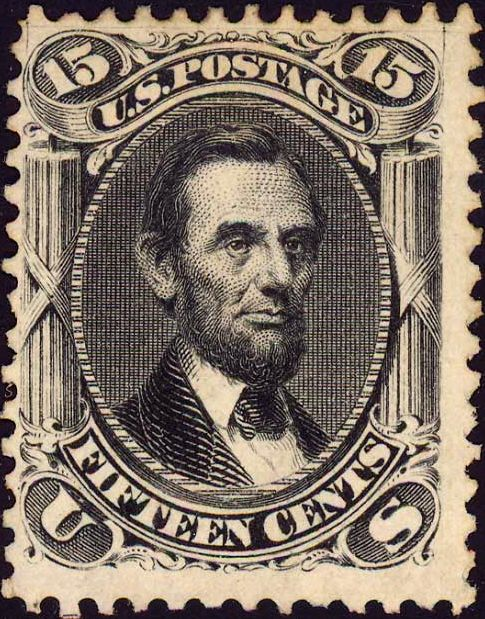
링컨이 등장한 첫 우표.
미국 우체국 1866년 발행, 링컨 암살 1주기에, 미국 우체국은 사망한 대통령을 기리며 대통령 기념 우표를 발행했다.

 링컨의 경호원이었던 존 파커는 잠시 링컨의 마부들과 한잔 하려고 극장 옆 ‘스타 살롱’(Star Saloon)으로 나갔다. 이 때문에 대통령은 발코니 관람석에서 무방비 상태로 앉아 있었다. 기회를 노리던 부스는 10시 13분에 링컨 바로 뒤에서 머리를 겨눠 치명상을 입혔다. 헨리 래스본 소령이 부스를 잠시 붙잡았지만, 부스는 그를 찌르고 탈출했다. 10일 간의 추격 끝에 부스는 워싱턴 D.C. 30마일 남쪽에 있는 버지니아의 개럿 농장(Garrett's farm)에서 발견되었다. 오랜 싸움 끝에 부스는 4월 26일 사살된다. 군의관 찰스 리얼(Charles Leale)은 링컨의 부상을 치명상으로 진단했으며, 길 건너 양복점인 피터슨 하우스(Petersen House)로 링컨을 옮겼다. 9시간 동안 혼수상태에 빠진 링컨은 4월 15일 오전 7시 22분에 사망한다. 전쟁 서기관 스탠튼(Stanton)이 경례를 하고 “이분은 역사에 길이 남을 것입니다”라고 말했고, 근처에 있던 장로교 성직자 피니어스 덴스모어 걸리(Phineas Densmore Gurley)목사가 임종 기도를 올렸다. 비 내리는 동안 성조기에 싸인 링컨의 시신은 장교들이 예를 갖추어 백악관으로 옮겼으며, 도시 교회에서 조종을 울렸다. 암살 이후 부통령 앤드루 존슨이 제17대 대통령직을 승계했으며, 다음날 오전 10시에 대통령 선서를 했다. 링컨의 시신은 기차로 워싱턴에서 고향인 일리노이주 스프링필드로 옮겨진 후에 오크리지 묘지에 안장되었다. 뜻밖에도 링컨이 암살된 날은 바로 예수 그리스도가 십자가에 못박혀 죽은 성 금요일이었다. 그래서 미국인들은 링컨에게서 워싱턴과 예수 그리스도를 함께 느낀다고 말한다.

## 노예 제도에 대한 설명
일부 기독교인은 링컨이 노예 제도를 비성서적인 것으로 보아 반대했다고 인식하고 있으나, 일각에선 링컨의 주된 관심사는 노예 제도 자체나 노예제의 폐지가 아니라 노예제의 존폐 문제를 두고 서로 대립하던 미국 북부와 남부의 분리를 막아 미 연방을 유지하는 데 있었다고 주장되기도 한다. 다만 이는 학자간에도 견해차는 좀 있다. 하여튼 링컨은 노예제를 '악의 제도'라고 할만큼 악습으로 규정한건 사실이고, 링컨이 대통령이 되고 남북전쟁 와중 노예 해방 선언과 미국 수정 헌법 제13조가 통과되는 등 미국 정부는 노예 출신 흑인들에게 자유를 주게 된다. 그리고 수정헌법 제13조가 통과되고 얼마 안가 링컨은 암살당한다.
경제학자 토머스 딜로렌조는 저서 《링컨의 진실 - 패권주의, 위대한 해방자의 정치적 초상》에서 링컨의 연설문, 군 지휘관들에게 보내는 서한 등 1차 문헌을 참고자료로 인용하여, 링컨은 단 한 번도 흑인 노예를 변호한 적이 없고, 노예 해방 선언은 정당성 확보를 위한 정치적 도구이며, 남북전쟁 당시 조직적 파괴, 자신을 비판한 언론 탄압, 인신 보호 영장 정지 등으로 국민들의 자유와 인권을 유린한 점을 들어 링컨을 “정략적 독재자”라고 주장하였다. 또한 미국 중앙정부의 비대화, 로비의 횡행, 정경유착형 엽관제를 불러왔다고도 비판했다. 물론 이에 반론하는 사람들은 그럼 노예해방선언 등 링컨이 행한건 뭐냐며, 신격화되지 않은 현실정치가 링컨을 다른 각도로 조명하는건 좋지만 또 다른 면과 당대 시대상도 고려해야 된다고 말한다.
한편, 남부 노예주의 흑인들은 자유인이 되었으나 파란만장한 삶만 있는 건 아니었다. 생계 문제는 고스란히 남았기 때문에 옛 상전 밑에서 농장 노동자로 다시 종속되기도 했고, 노예 제도의 폐지 후에도 흑인에 대한 미국 사회의 차별은 계속되었고, 백인우월주의를 주장하는 KKK 등 테러 단체까지 등장하였다. 그래도 공화당 급진파가 정국을 이끌던 시절엔 남부 의회에도 흑인이 진출하는 등 제법 성과를 냈으나, 이들이 해체되면서 남부의 흑인 인권은 노예제만 폐지된채로 실질적인 차별은 존재하는 형태가 1960년대 흑인 민권 운동이 벌어지기 전까지 지속된다.

## 사생활
링컨은 농담을 잘하는 쾌활한 성격이었지만 모친과 누나의 요절, 우체국장 시절 사귀던 애인을 잃은 기억 때문에 오랫동안 우울증에 시달렸으며, 재임 중에도 예외가 아니었다. 더구나 링컨은 메리 토드와 연애결혼을 했지만, 결혼생활을 하면서 문화 갈등(=컬처 쇼크)을 겪었다. 물론 링컨은 친절한 남편이자 네 아이의 아버지였다고 전해지지만, 메리와의 성장 환경 차이는 극복하기 힘들었다. 메리는 명문가에서 자랐기 때문에 예의범절이 몸에 배었고, 소작인의 아들인 링컨은 자유분방하게 자랐기 때문에 벽에 발을 올려놓고 책을 읽는 등 제멋대로 행동했다. 이러한 차이는 이들 부부가 갈등을 겪게 했다. 소수의 사람들은 토드가 악처였다고도 얘기했지만, 넓은 의미에서 그의 결혼 생활은 그럭저럭 행복했다고 전해진다. 뉴스위크 한국어판 보도에 따르면 1960년대에 한 내과 의사는 그가 마르팡 증후군일지도 모른다는 의견을 냈다. 링컨은 키가 매우 크고 사지가 길었는데 이는 마르팡 증후군의 특징이며, 이 증후군을 가진 소년이 링컨의 먼 친척이라는 것이 밝혀졌기 때문이다. 링컨의 DNA는 현재 남아 있지만, 그가 이 유전질환을 가지고 있었는지는 확실하지 않다. 링컨의 일생에 대한 사료(史料)로는 어머니 낸시의 사촌인 드니스 행크스의 증언과 변호사 시절 같이 활동한 윌리엄 헌돈 변호사의 전기가 있다. 링컨의 친구이자 법적인 동료였던 헌돈은 링컨이 1835년과 1836년간에 매독에 걸렸다는 말을 자신에게 했다고 주장했다. 헌돈은 링컨의 아내 역시 링컨에게서 매독이 옮았을 것으로 추측했고, 그의 세 자녀가 유아 사망에 희생된 이유도 매독과 관련있을 것으로 예상했다.
링컨은 힘이 장사였으며 특히 물건을 들어올리는 힘이 타의 추종을 불허했다. 그래서 프로레슬링이 처음 생겨날 당시 프로레슬러로 연명한 적이 있었으며 맞붙는 상대마다 번쩍 들어서 집어던져서 상당히 강한 선수였다. 12년 동안 그 많은 싸움에서 단 1번밖에 패하지 않았다. 또한 링컨은 이 괴력 덕분에 싸움을 매우 잘했는데 '클래리즈 그로브 녀석들'이라는 폭력조직의 두목인 '잭 암스트롱'과 싸움이 붙었는데 링컨은 아주 간단하게 잭 암스트롱을 하늘 높이 번쩍 들어올리더니 약 3m가량 되는 높이에서 떨어뜨려서 쓰러뜨렸다. 잭 암스트롱은 링컨에게 패배한 후 링컨과 절친이 되었다.

## 노예해방선언

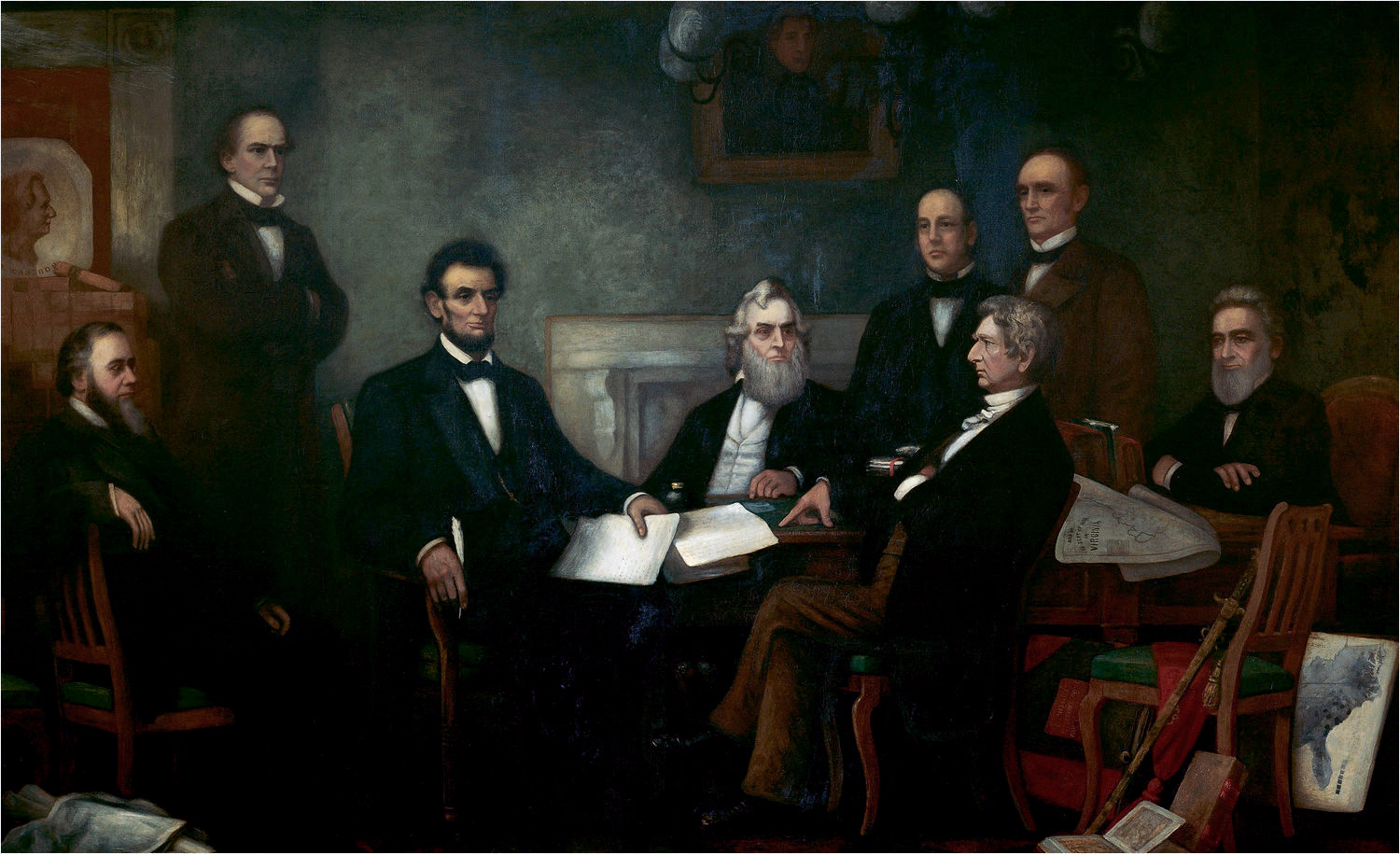
링컨이 노예해방 선언 초판을 내각들에게 발표하는 그림. Carpenter. 1864년 그림.

링컨은 자신이 노예 제도를 없애기 위한 힘이 헌법에 의해 제한받고 있다는 주장을 펼쳤다. 링컨은 새로운 미국 영토로 노예제 도입을 막는 것이 완벽한 노예제 폐지를 가져올 것으로 기대했다. 그는 또한, 각 주에 노예 소유주들에게 노예 해방에 대한 대가로 보상금을 지급하여 노예 제도를 축소할 경제적 유인책을 펴도록 설득했다. 링컨은 이 방식이 경제적으로도 노예제도를 없애는데 기여할 것으로 보았으며, 이것이 미합중국 개국 정신에 부합한다고 보았다. 하지만 1861년과 1862년의 노예 해방 시도는 반대했었는데, 이 선언으로 북부와 남부 경계 주의 반발을 살 수 있다는 우려 때문이었다.
1862년 7월, 의회에서 남북전쟁에 가담한 자들의 노예를 강제 해방하는 법안이 통과되었다. 링컨은 의회 권력으로 이를 실현하는게 불가능하며, 전쟁 사령관 직권으로 실현되어야 한다고 보았지만, 이 법안을 승인했다. 그 달, 링컨은 노예 해방 선언의 첫 판을 내각들에게 발표했다. 이 안에 그는 "정당하고, 필요한 군사 조치로서, 1863년 1월 이후부터, 남부에서 노예로 잡혀있는 모든 사람을 영구히 해방시킨다."라고 적고 있다.
1862년 9월 19일에 엔티텀 전투에 북부군이 승리하자 3일후 링컨은 '노예 해방 예비 선언'을 공표하였다. 이어서 1863년 1월 1일에 〈노예 해방 선언문〉에 서명한후, 북부의 통제 하에 들어있지 않은 여러주들의 모든 노예를 즉시 해방하라고 선언했다. 노예 제도 폐지가 군사적 목표로 설정되어, 북군이 남으로 진주하면서 해방된 노예가 3백만에 육박했다. 링컨은 노예 해방 선언에 선언하며 "나는 내 삶에서 내가 옳은 일을 한다는 확신을, 내가 여기 서명하는 지금 이 순간만큼 느껴본 적이 없다" 고 첨언했다. 노예 해방 선언이 발표된 후 13 명의 공화당 주지사가 전쟁 주지사 회의에서 만나, 대통령의 노예 해방 선언을 지지하되, 조지 B. 매클렐런 장군을 북군 사령관에 넣지 않도록 하는 것을 권고했다.
노예 해방 선언 이후 해방된 노예를 소집하는 정책이 시행되었다. 링컨은 이 정책을 처음에 완전히 받아들이는데 거부감을 표했지만, 1863년 봄, 그는 "대대적인 흑인 모병" 정책을 실시할 수 있었다. 테네시주의 주지사 앤드류 존슨에게 쓴 흑인 군대 소집을 권하는 편지에서 링컨은 "5만 명에 달하는 무장하고, 훈련받은 흑인 병사들이 미시시피강변에서 있는 모습을 보기만 해도, 반란은 끝날 것입니다" 고 쓰고 있다. 1863년 말, 링컨의 지시에 따라 로렌조 토머스 장군은 20개 연대에 달하는 흑인들을 미시시피 강변에서 소집했다. 프레드릭 더글라스는 링컨을 "처음으로 미국에서 내가 흑인이라는 사실을 주지시키려고 하지 않은 위대한 사람"으로 평했다.

## 게티즈버그 연설
게티즈버그 연설은 게티즈버그 전투가 끝난 후, 링컨이 전투 격전지에서 발표한 선언문으로, 짧은 문장 속에 민주주의의 이념을 잘 요약했다는 평을 받는다.
이 연설의 가장 유명한 대목인 "국민의, 국민에 의한, 국민을 위한 정부"라는 말은 사실 링컨이 먼저 한 말이 아니라 영국의 종교개혁가 존 위클리프가 먼저 영어로 성경을 번역한 후 한 말인 "이 성경은 국민에 의한, 국민을 위한, 국민의 통치를 위한 것 입니다."를 링컨이 인용한 것이다.

## 가족
- 아버지: 토머스 링컨(1778년~1851년)
- 어머니: 낸시 링컨(1784년~1818년) 우유병으로 사망
- 누나: 사라 링컨(1807년~1828년)
- 새어머니: 사라 존스턴(1788년~1869년)
- 아내: 메리 토드 링컨(1818년~1882년)
- 장남: 로버트 토드 링컨(1843년~1926년)
- 차남: 에드워드 베이커 링컨(1846년~1850년)
- 삼남: 윌리엄 월러스 링컨(1850년~1862년)
- 사남: 태드 링컨(1853년~1871년)

## 역대 선거 결과
| 선거명      | 직책명                        | 대수 | 정당       | 득표율 | 득표수 (선거인단)   | 결과 | 당락                     |
| ----------- | ----------------------------- | ---- | ---------- | ------ | ------------------- | ---- | ------------------------ |
| 1846년 선거 | 하원의원 (일리노이 제7선거구) | 30대 | 휘그당     | 55.53% | 6,340표             | 1위  | 일리노이주 하원의원 당선 |
| 1858년 선거 | 상원의원 (일리노이 제2부)     | 36대 | 공화당     | 46.0%  | 46표                | 2위  | 낙선                     |
| 1860년 선거 | 미국의 대통령                 | 16대 | 공화당     | 39.88% | 1,866,452표 (180명) | 1위  |                          |
| 1864년 선거 | 미국의 대통령                 | 16대 | 국민연방당 | 55.02% | 2,218,388표 (212명) | 1위  |                          |

## 참고 문헌
주요 문헌
- Baker, Jean H. (1989). 《Mary Todd Lincoln: A Biography》. W. W. Norton & Company. ISBN 9780393305869.
- Belz, Herman (1998). 《Abraham Lincoln, Constitutionalism, and Equal Rights in the Civil War Era》. Fordham Univ. Press. ISBN 9780823217694.
- Boritt, Gabor S. (1997). 《Why the Civil War Came》. Oxford University Press. ISBN 9780195113761.
- Browne, Francis Fisher (1995). 《The Every-Day Life of Abraham Lincoln》. Lincoln, NE: University of Nebraska Press. ISBN 0-8032-6115-2.
- Carwardine, Richard (2003). 《Lincoln》. Pearson Education Ltd. ISBN 9780582032798.
- Chesebrough, David B. (1994). 《No Sorrow Like Our Sorrow》. Kent State Univ. Press. ISBN 9780873384919.
- Cox, Hank H. (2005). 《Lincoln And The Sioux Uprising of 1862》. Cumberland House Publ. ISBN 9781581824575.
- Diggins, John P. (1986). 《The Lost Soul of American Politics: Virtue, Self-Interest, and the Foundations of Liberalism》. University of Chicago Press. ISBN 0226148777.
- Dirck, Brian (2008). 《Lincoln the Lawyer》. University of Illinois Press. ISBN 9780252076145.
- Donald, David Herbert (1996) [1995]. 《Lincoln》. Simon and Schuster. ISBN 9780684825359.
- Donald, David Herbert (2001). 《Lincoln Reconsidered》. Knopf Doubleday Publishing Group. ISBN 9780375725326.
- Edgar, Walter B. (1998). 《South Carolina: A History》. University of South Carolina Press. ISBN 9781570032554.
- Ferguson, Andrew (2008). 《Land of Lincoln: Adventures in Abe's America》. Grove Press. 147쪽. ISBN 9780802143617.
- Foner, Eric (1995) [1970]. 《Free Soil, Free Labor, Free Men: The Ideology of the Republican Party before the Civil War》. Oxford University Press. ISBN 9780195094978.
- Foner, Eric (2010). 《The Fiery Trial: Abraham Lincoln and American Slavery》. W.W. Norton. ISBN 9780393066180. OCLC 601096674.
- Foote, Shelby (1974). 《The Civil War: A Narrative-Red River to Appomattox》. Random House. ISBN 0394465121.
- Goodwin, Doris Kearns (2005). 《Team of Rivals: The Political Genius of Abraham Lincoln》. Simon & Schuster. ISBN 0684824906.
- Grimsley, Mark (2001). 《The Collapse of the Confederacy》. University of Nebraska Press. ISBN 0803221703.
- Guelzo, Allen C. (1999). 《Abraham Lincoln: Redeemer President》. W.B. Eerdmans Pub. Co. ISBN 0-8028-3872-3.
- Guelzo, Allen C. (2009). 《Lincoln: A Very Short Introduction》. Oxford University Press. ISBN 0195367804.
- Handy, James S. (1917). 《Book Review: Abraham Lincoln, the Lawyer-Statesman》. Northwestern University Law Publication Association.
- Harrison, J. Houston (1935). 《Settlers by the Long Grey Trail》. J.K. Reubush.
- Harrison, Lowell Hayes (2000). 《Lincoln of Kentucky》. University Press of Kentucky. ISBN 0813121566.
- Harris, William C. (2007). 《Lincoln's Rise to the Presidency》. University Press of Kansas. ISBN 9780700615209.
- Heidler, David S.; Jeanne T. Heidler, 편집. (2000). 《Encyclopedia of the American Civil War: A Political, Social, and Military History》. W. W. Norton & Company, Inc. ISBN 9780393047585.
- Heidler, David Stephen; Jeanne T. Heidler (2006). 《The Mexican War》. Greenwood Publishing Group. ISBN 9780313327926.
- Holzer, Harold (2004). 《Lincoln at Cooper Union: The Speech That Made Abraham Lincoln President》. Simon & Schuster. ISBN 9780743299640.
- Jaffa, Harry V. (2000). 《A New Birth of Freedom: Abraham Lincoln and the Coming of the Civil War》. Rowman & Littlefield. ISBN 0-8476-9952-8.
- Lamb, Brian; Susan Swain, 편집. (2008). 《Abraham Lincoln: Great American Historians on Our Sixteenth President》. PublicAffairs. ISBN 9781586486761.
- Lincoln, Abraham (2001) [1946].  Basler, Roy Prentice, 편집. 《Abraham Lincoln: His Speeches and Writings》. Da Capo Press. ISBN 9780306810756.
- Lincoln, Abraham (1953).  Basler, Roy Prentice, 편집. 《Collected Works of Abraham Lincoln (9 vols.)》. Rutgers University Press. ISBN 9780813501727.
- Luthin, Reinhard H. (1944). 《The First Lincoln Campaign》. Harvard University Press. ISBN 9780844612928.
- McGovern, George S. (2008). 《Abraham Lincoln》. Macmillan. ISBN 9780805083453.
- McPherson, James M. (1993). 《Battle Cry of Freedom: the Civil War Era》. Oxford University Press. ISBN 9780195168952.
- McPherson, James M. (2009). 《Abraham Lincoln》. Oxford University Press. ISBN 9780195374520.
- Mansch, Larry D. (2005). 《Abraham Lincoln, President-Elect: The Four Critical Months from Election to Inauguration》. McFarland. ISBN 078642026X.
- Miller, William Lee (2002). 《Lincoln's Virtues: An Ethical Biography》. Alfred A. Knopf. ISBN 0-375-40158-X.
- Neely, Mark E. (1992). 《The Fate of Liberty: Abraham Lincoln and Civil Liberties》. Oxford University Press. ISBN 9780195080322.
- Neely, Mark E. The last best hope of earth: Abraham Lincoln and the promise of America (Harvard UP, 1995) online edition
- Nevins, Allan (1950). 《Ordeal of the Union; Vol. II & IV: The Emergence of Lincoln: Prologue to Civil War, 1859–1861》. Macmillan Publishing Company. ISBN 9780684104164.
- Nevins, Allan (1960). 《The War for the Union: War becomes revolution, 1862–1863》. Konecky & Konecky. ISBN 9781568522975.
- Nevins, Allan (2000). 《The War for the Union; Vol. I: The Improvised War: 1861–1862》. Konecky & Konecky. ISBN 9781568522968.
- Nevins, Allan (2000). 《The War for the Union; Vol. IV: The Organized War to Victory: 1864–1865》. Konecky & Konecky. ISBN 9781568522999.
- Noll, Mark (2000). 《America's God: From Jonathan Edwards to Abraham Lincoln》. Oxford University Press. ISBN 0195151119.
- Oates, Stephen B. (1993). 《With Malice Toward None: a Life of Abraham Lincoln》. HarperCollins. ISBN 9780060924713.
- Paludan, Phillip Shaw (1994). 《The Presidency of Abraham Lincoln》. University Press of Kansas. ISBN 9780700606719.
- Peterson, Merrill D. (1995). 《Lincoln in American Memory》. Oxford University Press. ISBN 9780195096453.
- Potter, David M.; Don Edward Fehrenbacher (1976). 《The impending crisis, 1848–1861》. HarperCollins. ISBN 9780061319297.
- Randall, J. G. (1999). 《Lincoln, the President: Last Full Measure》. University of Illinois Press. ISBN 9780252068720.
- Randall, J.G.; R.N. Current (2000). 《Lincoln the President: Last Full Measure》. University of Illinois Press. ISBN 0252068726.
- Reinhart, Mark S. (2008). 《Abraham Lincoln on Screen》. McFarland. ISBN 9780786435364.
- Sandburg, Carl. (2007). 《Abraham Lincoln: The Prairie Years》. Sterling. ISBN 1402742886.
- Scott (2005). 《Scott 2006 Classic Specialized Catalogue》. Scott Pub. Co. ISBN 089487358X. OCLC 62599087.
- Sherman, William T. (1990). 《Memoirs of General W.T. Sherman》. BiblioBazaar. ISBN 1174631724.
- Simon, Paul (1990). 《Lincoln's Preparation for Greatness: The Illinois Legislative Years》. Univ. of Illinois. ISBN 0252002032.
- Schwartz, Barry (2009). 《Abraham Lincoln in the Post-Heroic Era: History and Memory in Late Twentieth-Century America》. University of Chicago Press. ISBN 9780226741888.
- Taranto, James; Leonard Leo (2004). 《Presidential Leadership: Rating the Best and the Worst in the White House》. Simon and Schuster. ISBN 9780743254335.
- Thomas, Benjamin P. (2008). 《Abraham Lincoln: A Biography》. Southern Illinois University. ISBN 9780809328871.
- Vorenberg, Michael (2001). 《Final Freedom: the Civil War, the Abolition of Slavery, and the Thirteenth Amendment》. Cambridge University Press. ISBN 9780521652674.
- White, Jr., Ronald C. (2009). 《A. Lincoln: A Biography》. Random House, Inc. ISBN 9781400064991.
- Wills, Garry (1993). 《Lincoln at Gettysburg: The Words That Remade America》. Simon & Schuster. ISBN 0671867423.
- Wilson, Douglas L. (1999). 《Honor's Voice: The Transformation of Abraham Lincoln》. Knopf Publishing Group. ISBN 9780375703966.

일반 문헌
- Angle, Paul McClelland; Earl Schenck Miers, ed (1992) The Living Lincoln: the Man, his Mind, his Times, and the War He Fought, Reconstructed from his Own Writings, Barnes & Noble Publishing, ISBN 978-1-56619-043-5
- Burkhimer, Michael. (2003) One Hundred Essential Lincoln Books, Turner Publishing Co., ISBN 1-58182-369-X
- Emerson, James ( 2007) The Madness of Mary Lincoln, Southern Illinois University Press, ISBN 978-0-8093-2771-3
- Fehrenbacher, Don E. (1989) Lincoln: Speeches and Writings 1859–1865, Library of America, ISBN 0-940450-63-1
- Holzer, Harold; Medford, Edna Greene; Williams, Frank J. (2006) The Emancipation Proclamation: Three Views (Social, Political, Iconographic), Louisiana State University Press, ISBN 978-0-8071-3144-2
- McPherson, James M. (1992) Abraham Lincoln and the Second American Revolution, Oxford University Press, ISBN 978-0-19-507606-6
- McPherson, James M. (2007) Drawn With the Sword: Reflections on the American Civil War, Oxford University Press, ISBN 978-0-19-511796-7
- McPherson, James M. (2008) Tried by War: Abraham Lincoln as Commander in Chief, Penguin Press, ISBN 978-1-59420-191-2
- Zarefsky, David S. (1993) Lincoln, Douglas, and Slavery: In the Crucible of Public Debate, University of Chicago Press, ISBN 978-0-226-97876-5

## 같이 보기
- 남북 전쟁
- 링컨 암살 사건
- 노예제
- 링컨과 케네디의 공통점
- 에이브러햄 링컨 조각상